# Laclede County
Laclede County is een county in de Amerikaanse staat Missouri.
De county heeft een landoppervlakte van 1.984 km² en telt 32.513 inwoners (volkstelling 2000). De hoofdplaats is Lebanon.